# Amore in sciopero
Amore in sciopero (Wedding Wars) è una commedia romantica anglo-canadese del 2006 realizzata per la televisione. Il film è stato diretto da Jim Fall e scritto da Stephen Mazur. È stato mandato in onda per la prima volta negli Stati Uniti l'11 dicembre 2006 su A&E. In Italia il film è stato distribuito da Sky.
Stamos è apparso sulla copertina della rivista di The Advocate per promuovere l'opera.

## Trama
Shel è un PR di feste gay, decide di organizzare le nozze di suo fratello Ben con Maggie (la figlia del Governatore del Maine). Quando Shel scopre che Ben, in quanto manager per le campagne del suo futuro suocero, ha scritto il discorso fatto dal Governatore contro i matrimoni omosessuali, decide di iniziare uno sciopero in favore dei diritti civili per i gay. Questa sua iniziativa ottiene subito una vasta adesione e diventa un fatto politico di rilevanza nazionale.

## Produzione
Il film è stato girato principalmente ad Halifax, in Nuova Scozia.

## Accoglienza
The Advocate ha recensito il film come: "Una commedia familiare che riesce ad affrontare la questione del matrimonio omosessuale con umorismo leggero e tocco abile".

## Riconoscimenti
Il film è stato candidato ai GLAAD Media Awards 2007 nella categoria miglior film per la televisione (San Francisco)